# Mohamed Chebaa
Mohamed Chebaa (né le 7 mai 1935 à Tanger et décédé le 24 juillet 2013 à Casablanca) était un artiste plasticien et peintre marocain, considéré comme l'un des pionniers de l'art moderne au Maroc,

## Biographie
Mohamed Chebaa consacre sa vie à l'art plastique depuis ses débuts comme élève à l'Ecole Supérieure des Beaux-Arts de Tétouan. Il continue son parcours en faisant des études d'art à Rome à l'Académie des Beaux-Arts à la suite de l’obtention d'une bourse de mérite. À la fin des années 1950, il revient au Maroc avec un projet artistique. Il rejoint l'Union des écrivains marocains en 1968. Entre 1994 et 1998, il occupe le poste de directeur de l'institut national des beaux-arts de Tétouan.
Le 24 juillet 2013, Mohamed Chebaa décède à Casablanca. Entre le 8 février et le 24 mars 2018, une exposition rétrospective en célébration du défunt artiste a été organisée dans l'espace d'expressions de la Fondation pour le Dépôt et la Gestion à Rabat

## Caractéristiques de son œuvre et de sa réalisation artistique
L'un des pionniers de l'art moderne au Maroc, outre Melehi et Farid Belkahia, le Groupe Casablanca a formé une révolution artistique depuis les années 1960, à partir de l'École des Beaux-Arts de Casablanca, dirigée par Belkahia. La chose la plus importante qui a affecté Chabaa, ainsi que son collègue, Muhammad Al-Melehi, et certains éléments du groupe de Casablanca, est la direction de Le Bauhaus, il a fondé la Coalition artistique à la demande d'Abdellatif Laâbi, qui a joué un rôle caché dans la diffusion de l'art dans la rue, en assurant la réalisation de la première exposition dans l'espace public en 1968, d'abord sur la place Jamaâ El Fna à Marrakech, et deuxièmement sur la place du 11 novembre à Casablanca. Il est le premier à appeler à l'intégration de l'art dans l'espace urbain pour toucher le plus grand nombre d'adeptes et de personnes intéressées.
Sa réalisation artistique est multiple et multiforme. Chebaa n'avait pas seulement un style pictural, mais plusieurs styles ont toujours distingué ses œuvres par alternance, gestuelle, géométrique ou musicale. Sa capacité créative découle de sa culture multiple. Au début de ses œuvres, Wassily Kandinsky a été influencé par la possibilité de travailler sur l'art abstrait.
Le critique Abdul Rahman bin Al-Hamar a dit de lui : «Action Painting, Painting Field Color et Mural Art l'ont aidé à mettre de côté la représentation et le symbolisme, sautant ensuite la décoration et l'illustration, et nécessairement libéré de l'histoire et des pièges de la Ses fonctions sont "la lumière, la couleur, la distance, le corps, la forme, l'os, la dispersion, la connexion, le nombre, le mouvement, l'immobilité, la rugosité, la douceur, le translucide, la densité, l'ombre, l'obscurité, la beauté, la laideur, la similitude et la différence".
Depuis 1965, ses peintures sont passées de clins d'œil à des abstractions figuratives. L'artiste, Chebaa, n'était pas satisfait de ses débats artistiques avec d'autres artistes sur les pages du magazine Anfas, fondé par Abdul Latif Al-Laabi en 1965 et de sa fondation du Groupe 65 avec Al-Melehi. Melehi, Belkahia et d'autres artistes marocains, mais a établi une conscience artistique marocaine révolutionnaire dans l'art, dont le résultat a été qu'il a été emprisonné pendant les années de plomb au Maroc, accompagné d'artistes et d'écrivains, dont Abdelkader Chaoui, Abdel Latif El Laabi et d'autres, considérant l'artiste Mohamed Shabaa parmi le mouvement de gauche marocain, L'instigateur du changement des constantes politiques, sociales et économiques du Royaume du Maroc». Chebaa avait un discours critique différent, digne d'être le théoricien du groupe.
Depuis les années 1980, qui est l'étape dans laquelle la recherche a commencé dans d'autres contenus artistiques, où il a libéré la peinture artistique des familles des traditions et de l'industrie traditionnelle.
L'abstraction a dominé ses peintures car elle a constitué une évolution remarquable dans sa vie professionnelle avec quelques étapes majeures, qui ont conduit à des transformations et à une nouvelle ère dans sa vie créative.

## Livres
- En 2001, l'Union des écrivains Marocains a publié un livre sur l'art, "Visual Awareness of Morocco", qui est une monographie[3].

## Expositions

### Individuelles[3]
- 2012: Participation à l'exposition collective "Zoom Sixties" avec les artistes Lamlihi et Belkahia à la Loft Gallery
- 2010: Casablanca - Galerie Atelier
- 2007: Venise / Casablanca - Rewaq
- 2005: Rabat - Galerie Bab Al Rawah
- 2003: Rabat - Complexe Culturel Agdal
- 2001: Rabat - Rétrospective au Théâtre national Mohammed-V
- 1999: Rotterdam, Bruxelles, Charleroi
- 1997-98: Rabat - Bab al Rawah
- 1996: Institut Français de Tétouan, Tanger, El Jadida
- 1993: Aéroport de Chicago- Exposition de peintures murales / Rabat - Galerie Bab Al-Rawah
- 1992: Biennale du Caire, Egypte - Prix de la critique
- 1984: Rabat - Galerie L'Atelier et Casablanca View Gallery
- 1983: Rabat - Galerie L'Atelier
- 1974: Casablanca - Galerie Nadar Rabat Galerie L'Atelier

### Collectives
- 2013: Loft Art Gallery Loft Art Cinq ans de travail de l'artiste avec Al Riwaq : un aperçu de la réalisation artistique Liens
- 2013: Loft Art Gallery revient sur l'œuvre de l'artiste dans son ouvrage DConnexions, édité pour les cinq ans de la Galerie.
- 2012: Casablanca, Loft Art Gallery rend hommage à Mohamed Shebaa à travers son livre Zoom sur les années 60
- 2004: Casablanca, Groupe GSMB Sculptures Plurielles
- 2002: Centre Culturel Agdal Rabat
- 1990 Espagne, 4e Forum Amonicar hispano-arabe
- 1990 Espagne Quatrième rencontre Hispano-arabe d'Almunecar, Espagne
- 1988: New York, match de sculpture sur glace
- 1987: Sao Paulo, Galerie Métropolitaine, 6 artistes marocains
- 1986: Lisbonne, Art Contemporain au Maroc
- 1985: Musée Kronobel des Arts Contemporains « 19 artistes marocains »
- 1981: Peintures murales de l'hôpital psychiatrique de Berrechid
- 1980: Rabat, Galerie L'Atelier « Petites Figures du Maghreb et d'Orient »
- 1980: « Petits formats du Maghreb et du Machrek », Galerie l'Atelier, Rabat
- 1980: « Petits formats du Maghreb et du Machrek », Galerie l'Atelier, Rabat
- 1980: Rabat, Galerie L'Atelier : « Dix ans d'atelier »
- 1978: Beyrouth, Musée permanent de Palestine
- 1977: Rabat, L'Atelier Galerie "Petits Chiffres"
- 1976: Rabat, Galerie Bab al-Rawah, 2ème Biennale Arabe, 2ème Biennale Arabe
- 1974: Bagdad, Biennale arabe
- Festival d'Alger Panafricain
- 1967: Montréal, exposition internationale
- 1963: Rome, Pittori Arabi, Centre italo-arabe Pittori Arabi, Centro italo-arabo
- 1958: Washington, Peintres arabes
- 1957: Peintres marocains

## Décoration
« Feu Mohammed Chabâa était l’exemple même du plasticien, pédagogue, militant et théoricien, des qualités qui lui valent d’être décoré en 2008 du Wissam de l’Ordre Officier par Sa Majesté le Roi Mohammed VI », écrit Dina Naciri, directrice de la fondation « Toute sa vie durant, depuis l’obtention de son diplôme à l’Ecole des Beaux-arts de Tétouan , en 1955 jusqu’à son décès en 2003 , il a œuvré pour l’évolution et le développement du champ pictural marocain en ayant pour credo que l’art et la culture doivent être le moteur du progrès de la société »,  continue Dina Naciri 